# Onza
A onza é um suposto felídeo que teria habitado do norte da América do Sul até o Sul do México e foi exterminado com a colonização da América pelos espanhóis, que matavam as Onzas porque eram predadoras dos animais criados em suas fazendas.

## Existência
A existência do Onza sempre foi duvidosa, por isso ele é um animal estudado pela Criptozoologia. Os rumores sobre tal animal vieram da cultura Pré-Colombiana e de registros dos colonizadores espanhóis.
O Onza assemelhava-se a uma Suçuarana (Puma Concolor), mas era menor e possuía patas mais longas, tendo uma postura semelhante a de um Lobo-Guará (Chrisocyon Bachyurus).
Muitos acreditam que a onza é apenas uma subespécie de suçuarana, não tratando-se, então, de um novo animal. Infelizmente, não sobrou material genético destes animais para que seja possível saber se tratava-se de uma subespécie ou de um animal distinto.